# Maghnia
Maghnia (Arabisch: مغنية, Berbers: ⵎⴰⵖⵏⵉⴰ) is een stad in het noordwesten van Algerije, gelegen in de provincie Tlemcen, nabij de grens met Marokko. De stad ligt op ongeveer 30 kilometer ten westen van de provinciehoofdstad Tlemcen en slechts enkele kilometers van de grensplaats Oujda in Marokko.

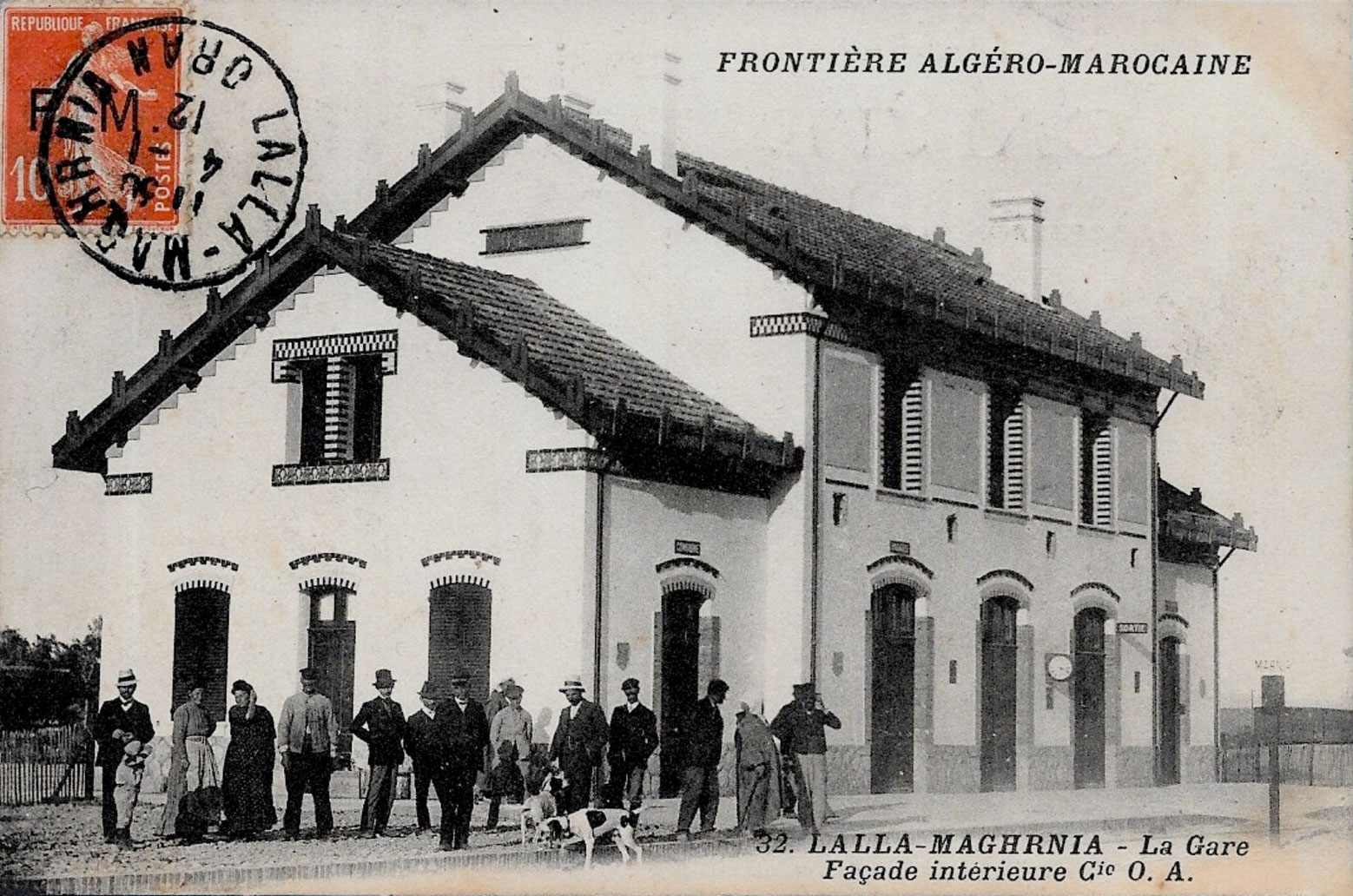
Treinstation Maghnia

## Geschiedenis
Maghnia kent een lange geschiedenis die teruggaat tot de Romeinse tijd, toen het gebied bekend stond als ''Ala Miliaria''. In latere eeuwen ontwikkelde de stad zich als een belangrijk agrarisch en handelscentrum, mede dankzij haar ligging langs oude karavaanroutes tussen de Rif en de Tell.
In de koloniale periode (1830–1962) was Maghnia een strategisch belangrijke stad voor de Fransen vanwege de nabijheid tot Marokko. Er zijn nog koloniale gebouwen en spoorweginfrastructuur uit deze tijd zichtbaar in het stadsbeeld.
Tijdens de Algerijnse Onafhankelijkheidsoorlog (1954–1962) speelde Maghnia een rol als doorgangsgebied voor strijders en wapentransporten tussen Marokko en Algerije.

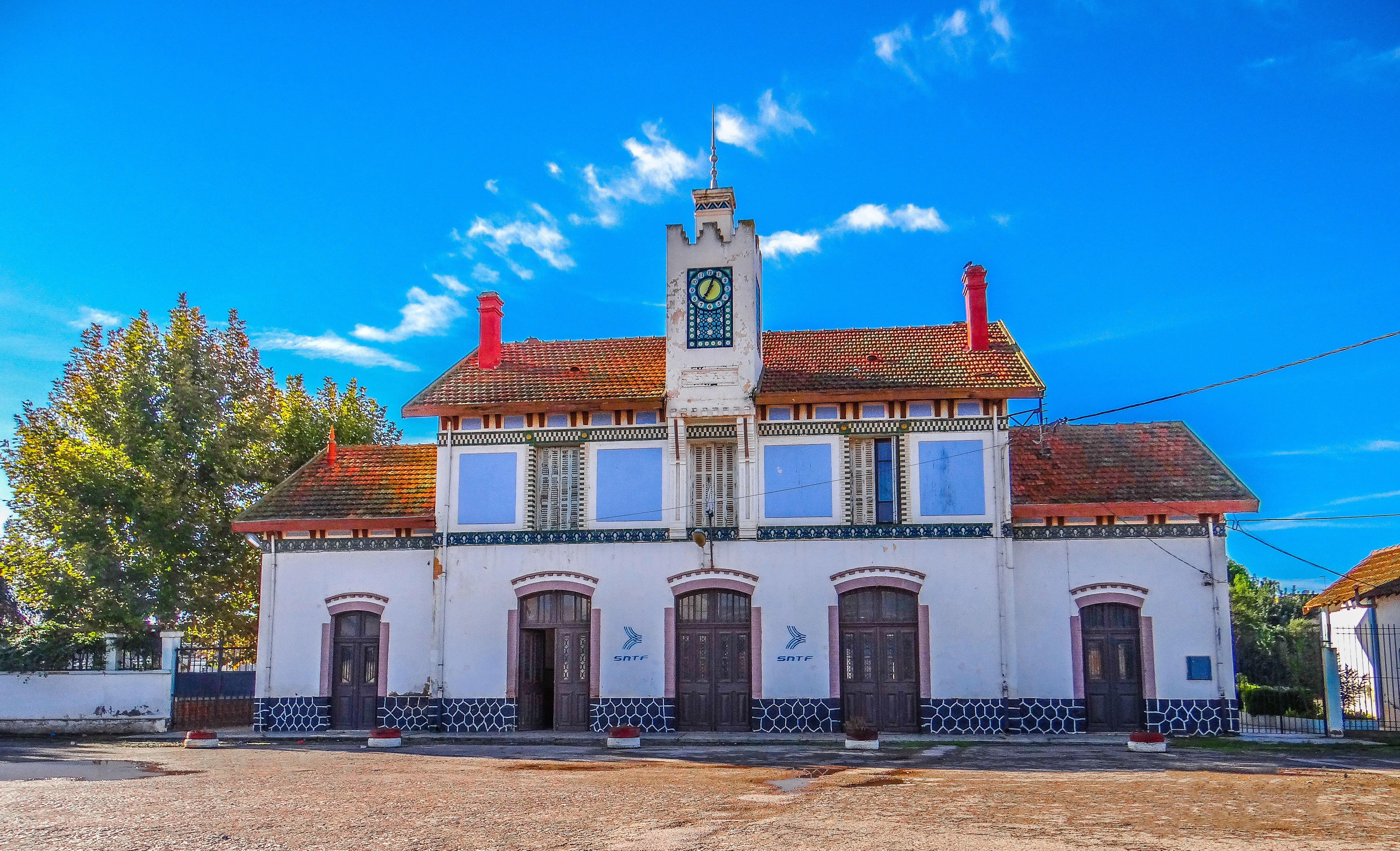
Treinstation anno 2018

## Geografie
Maghnia ligt in een overgangszone tussen het kustgebied en het hoogplateau van de Hautes Plaines. Het klimaat is mediterraan met hete zomers en milde winters. De stad wordt omringd door heuvels en landbouwgrond, waar vooral olijven, druiven en granen worden verbouwd.

## Bevolking
Volgens de volkstelling van 2008 had Maghnia ongeveer 114.000 inwoners. De bevolking bestaat hoofdzakelijk uit Arabisch- en Berbersprekende Algerijnen. Door de ligging nabij de grens spreken veel inwoners ook Frans en in sommige gevallen Marokkaans Darija.

## Economie
De economie van Maghnia is voornamelijk gebaseerd op landbouw, detailhandel en handel met Marokko. Ondanks de periodieke sluiting van de Algerijns-Marokkaanse grens blijft informele handel een belangrijke bron van inkomsten voor veel inwoners.
Er is ook sprake van industriële activiteit in de regio, waaronder voedselverwerking en textiel.

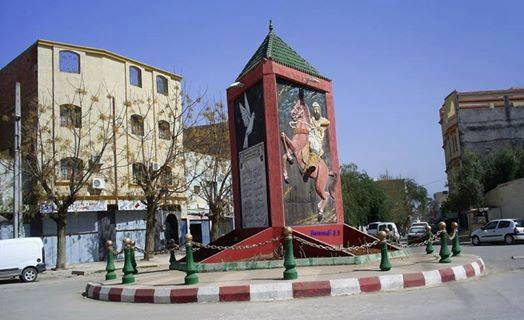

## Cultuur en samenleving
Maghnia staat bekend om haar traditionele muziek, waaronder genres als Rai en Malhoun, en haar ambachtelijke producten. De stad huisvest verschillende moskeeën, scholen en culturele centra.

## Infrastructuur
Maghnia is verbonden met het nationale wegennet via de N7 en heeft een spoorverbinding met Tlemcen en andere steden in West-Algerije. De stad beschikt ook over een grenspost met Marokko, die echter sinds de jaren 90 grotendeels gesloten is vanwege diplomatieke spanningen.

## Bekende personen
- Lalla Maghnia – Sufi-heilige naar wie de stad genoemd zou zijn